# Pycnaxis truciformis
Pycnaxis truciformis is een spinnensoort uit de familie van de krabspinnen (Thomisidae).
De wetenschappelijke naam van de soort werd in 1906 als Oxyptila truciformis gepubliceerd door Friedrich Wilhelm Bösenberg & Embrik Strand.